# 筒井梨香
筒井 梨香 （つつい りこ、1999年6月4日 - ）は、大阪府出身の女子サッカー選手。セレッソ大阪ヤンマーレディース所属。ポジションはディフェンダー。セレッソ大阪堺レディース（現セレッソ大阪ヤンマーレディース）3期生。

## 来歴

### ユース
2012年、現在のセレッソ大阪ヤンマーレディースであるセレッソ大阪レディースのセレクションに合格。U-17日本女子代表。JFAエリートプログラム 女子U-13中国遠征メンバーに選出された。
2013年、セレッソ大阪堺ガールズに所属。

### シニア
2017年、セレッソ大阪堺レディースに登録。3月、林穂之香、宝田沙織、北村菜々美、矢形海優と共にU-19日本女子代表候補メンバーに選出された。
2021年、竹花友花監督から「個人的なプレーでも頑張ってもらいたい思いもあって」新キャプテンに指名された。持ち前の競り合いの強さ、ボール奪取、ロングフィードといったプレーだけでなく、声でもチームを引っ張った。第20節、すでに優勝が決まっていた伊賀FCくノ一三重に勝利した後、監督から「最後まであきらめないというところが出ていましたし、特にキャプテンの筒井選手が90分間通して頑張れるようになったことが大きいです」とコメントされた。リーグ戦最終節終了後、筒井はシーズンを振り返って「メンバーが総入れ替えする中、最初はホントに勝てなくて苦しかったです。でも1年間で全員が成長して、3位で終われたことは大きかったと思います。」と話した。
2022年、第2節で日本女子サッカーリーグ通算100試合出場を達成。
2023年1月20日、WEリーグ・INAC神戸レオネッサへの期限付き移籍（2023年2月1日から6月30日まで）が発表された。

## 個人成績

### クラブ
| クラブ                         | シーズン | リーグ         | 背番号 | リーグ戦 | リーグ戦 | カップ戦 | カップ戦 | リーグ杯 | リーグ杯 | AFC  | AFC  | 合計 | 合計 |
| クラブ                         | シーズン | リーグ         | 背番号 | 出場     | 得点     | 出場     | 得点     | 出場     | 得点     | 出場 | 得点 | 出場 | 得点 |
| ------------------------------ | -------- | -------------- | ------ | -------- | -------- | -------- | -------- | -------- | -------- | ---- | ---- | ---- | ---- |
| セレッソ大阪堺レディース       | 2015     | チャレンジWEST | 18     | 10       | 0        | -        | -        | —        | —        | —    | —    | 10   | 0    |
| セレッソ大阪堺レディース       | 2016     | なでしこ2部    | 18     | 11       | 1        | 2        | 0        | 9        | 0        | —    | —    | 22   | 1    |
| セレッソ大阪堺レディース       | 2017     | なでしこ2部    | 18     | 18       | 2        | 2        | 0        | 4        | 0        | —    | —    | 24   | 2    |
| セレッソ大阪堺レディース       | 2018     | なでしこ1部    | 18     | 17       | 0        | 1        | 0        | 8        | 0        | —    | —    | 26   | 0    |
| セレッソ大阪堺レディース       | 2019     | なでしこ2部    | 18     | 15       | 1        | 1        | 0        | 5        | 0        | —    | —    | 21   | 1    |
| セレッソ大阪堺レディース       | 2020     | なでしこ1部    | 18     | 10       | 0        | 3        | 0        | —        | —        | —    | —    | 13   | 0    |
| セレッソ大阪堺レディース       | 2021     | なでしこ1部    | 4      | 17       | 0        | 5        | 0        | —        | —        | —    | —    | 22   | 0    |
| セレッソ大阪堺レディース       | 2022     | なでしこ1部    | 4      | 20       | 1        | 3        | 1        | —        | —        | —    | —    | 23   | 2    |
| セレッソ大阪堺レディース       | 通算     | 通算           | 通算   | 118      | 5        | 17       | 1        | 26       | 0        | 0    | 0    | 161  | 6    |
| INAC神戸レオネッサ             | 2022-23  | WE             | 25     | 6        | 2        | -        | -        | -        | -        | —    | —    | 6    | 2    |
| セレッソ大阪ヤンマーレディース | 2023-24  | WE             | 4      | 12       | 0        | 1        | 0        | 4        | 1        | -    | -    | 17   | 1    |
| セレッソ大阪ヤンマーレディース | 2024-25  | WE             | 4      | 8        | 0        | 1        | 0        | 4        | 0        | -    | -    | 13   | 0    |
| セレッソ大阪ヤンマーレディース | 2025/26  | WE             | 4      |          |          |          |          |          |          | -    | -    |      |      |
| セレッソ大阪ヤンマーレディース | 通算     | 通算           | 通算   | 20       | 0        | 2        | 0        | 8        | 1        | 0    | 0    | 30   | 1    |
| 通算                           | 日本     | 日本           | 1部    | 53       | 2        | 6        | 0        | 16       | 1        | 0    | 0    | 75   | 3    |
| 通算                           | 日本     | 日本           | 2部    | 81       | 5        | 13       | 1        | 18       | 0        | 0    | 0    | 112  | 6    |
| 通算                           | 日本     | 日本           | 3部    | 10       | 0        | 0        | 0        | 0        | 0        | 0    | 0    | 10   | 0    |
| 総通算                         | 総通算   | 総通算         | 総通算 | 144      | 7        | 19       | 1        | 34       | 1        | 0    | 0    | 197  | 9    |

1. ↑  セレッソ大阪堺ガールズの出場記録を含まない

- 日本女子サッカーリーグ
  - 初出場 - 2015年5月2日 チャレンジリーグWEST 第5節 NGU名古屋FCレディース戦 (名古屋市港サッカー場)[10]
  - 初得点 - 2016年5月29日 なでしこリーグ2部 第11節 ASハリマアルビオン戦 (兵庫県立三木総合防災公園陸上競技場)[10]
  - 通算100試合出場 - 2022年3月26日 なでしこリーグ1部 第2節 スペランツァ大阪戦 (J-GREEN堺S1メインフィールド)

- WEリーグ
  - 初出場 - 2023年3月5日 第9節 マイナビ仙台レディース戦 (ユアテックスタジアム仙台)[11]
  - 初得点 - 2023年3月5日 第9節 マイナビ仙台レディース戦 (ユアテックスタジアム仙台)[11]

## タイトル

### クラブ
- セレッソ大阪堺ガールズ
  - 関西女子サッカーリーグ1部: 2回 (2015年、2016年)
  - JFA 全日本U-18女子サッカー選手権大会:1回 (2016年)

- セレッソ大阪堺レディース
  - チャレンジリーグWEST: 1回 (2015年、無敗優勝)
  - なでしこリーグカップ2部: 2回 (2017年、2019年)